# Cinctipora elegans
Cinctipora elegans is een mosdiertjessoort uit de familie van de Cinctiporidae. De wetenschappelijke naam van de soort is voor het eerst geldig gepubliceerd in 1873 door Frederick Wollaston Hutton.